# 赤东湖
赤东湖是一个位于中国湖北省蕲春县的湖泊，面积约为19.5平方千米，平均水深约为3.5米。